# 維尼塔特勒斯 (密蘇里州)
維尼塔特勒斯（英語：Vinita Terrace）是位於美國密蘇里州聖路易斯縣的非建制地區。此地原為聖路易斯縣的村，2016年11月8日公投通過併入维尼塔公园，法令於翌年5月10日生效。

## 人口
根據2010年美國人口普查的數據，維尼塔特勒斯的面積為0.16平方千米，皆為陸地。當地共有人口277人，而人口密度為每平方千米1,731人。